# Lachnolebia
Lachnolebia is een geslacht van kevers uit de familie van de loopkevers (Carabidae). De wetenschappelijke naam van het geslacht is voor het eerst geldig gepubliceerd in 1905 door Maindron.

## Soorten
Het geslacht Lachnolebia omvat de volgende soorten:
- Lachnolebia cribricollis (A.Morawitz, 1862)
- Lachnolebia shimian Kirschenhofer, 2010